# Paul II (patriarche d'Antioche)
Pour les articles homonymes, voir Paul II (homonymie).
Paul II, parfois appelé Paul le Juif est le patriarche d'Antioche de 518 à 521.

## Biographie
Au cours de cette période, il se distingue par la violente répression qu'il mène à l'encontre des monophysites, nombreux dans la région. En effet, le nouvel empereur romain d'Orient, Justin Ier, a rétabli l'union avec la papauté en acceptant les conclusions du concile de Chalcédoine, hostiles au monophysisme. Cela ouvre la voie à une répression ouverte des partisans de ce courant du christianisme, parfois soutenue par le pouvoir impérial. Toutefois, Paul Ier va plus loin. Il envoie un fonctionnaire auprès de l'évêque monophysite d'Edesse qui lui laisse le choix entre l'abjuration et la démission. L'évêque en question, du nom de Paul, résiste et se réfugie dans son église, soutenu par une partie de la population alors que Paul Ier veut le déporter en Séleucie. Finalement, l'armée intervient pour l'en déloger, au prix de plusieurs morts. Or, si Justin est un partisan de l'union avec Rome, il craint qu'une sévérité trop forte ne déstabilise les régions peuplées par des monophysites. De ce fait, il décide de rétablir l'évêque à son poste, même s'il est finalement remplacé par Asklepios, un monophysite qui adhère rapidement au concile de Chalcédoine.
Plusieurs chroniqueurs rapportent les exactions de Paul. Jean d'Éphèse affirme qu'il se livre à des actes de torture ou à des assassinats. Sa violence se tourne vers les principaux représentants du monophysisme mais aussi vers les monastères ou les laïcs. Pour abattre l'influence du monophysisme, Paul décide de s'attaquer aux couvents qui professent cette doctrine et qui permettent sa diffusion parmi la population rurale. Il demande à Asklepios de faire intervenir l'armée pour fermer certains monastères. Finalement, face à un tel déchaînement de violence, Justin finit par le démettre de ses fonctions en 521. Paul décède peu de temps après.